# Tokeland
Tokeland és una concentració de població designada pel cens dels Estats Units a l'estat de Washington. Segons el cens del 2000 tenia 194 habitants.

## Demografia
Segons el cens del 2000, Tokeland tenia 194 habitants, 89 habitatges, i 50 famílies. La densitat de població era de 146,9 habitants per km².
Dels 89 habitatges en un 21,3% hi vivien nens de menys de 18 anys, en un 43,8% hi vivien parelles casades, en un 7,9% dones solteres, i en un 43,8% no eren unitats familiars. En el 38,2% dels habitatges hi vivien persones soles el 20,2% de les quals corresponia a persones de 65 anys o més que vivien soles. El nombre mitjà de persones vivint en cada habitatge era de 2,18 i el nombre mitjà de persones que vivien en cada família era de 2,84.
Per edats la població es repartia de la següent manera: un 20,1% tenia menys de 18 anys, un 5,7% entre 18 i 24, un 18% entre 25 i 44, un 34,5% de 45 a 60 i un 21,6% 65 anys o més.
L'edat mediana era de 48 anys. Per cada 100 dones de 18 o més anys hi havia 106,7 homes.
La renda mediana per habitatge era de 24.531 $ i la renda mediana per família de 30.208 $. Els homes tenien una renda mediana de 14.327 $ mentre que les dones 0 $. La renda per capita de la població era de 12.170 $. Aproximadament el 39% de les famílies i el 49,1% de la població estaven per davall del llindar de pobresa.

## Poblacions més properes
El següent diagrama mostra les poblacions més properes.